# 現代漢語詞典
『現代漢語詞典』（げんだいかんごしてん）は、中華人民共和国において権威ある、標準中国語（普通話）の規範的な辞典。『現漢』と略される。
初版は1978年12月に商務印書館から出版され、2016年に第7版が出版されている。発行部数は初版からの累計で5000万冊を越えている。

## 内容
『現代漢語詞典』は日本のB6に相当するサイズの1冊形式の中型辞典で、見出し語はピンインの順に並べられるが、単語をそのまま配列するのでなく、まず漢字をピンイン順に配列し、各漢字の下にその漢字ではじまる単語を配列する方式をとっている（中国で出版されている辞典はほとんどがこの形式をとる）。部首索引が附属する（初版には四角号碼索引も附属していたが、現在の版にはついていない）。
第6版では親字13,000（繁体字・異体字を含む）、熟語69,000あまりを含む。

## 歴史
『現代漢語詞典』の初版が出版されるまでには大きな曲折があった。
中華民国時代には巨大な『中国大辞典』の編纂計画があり、この計画自体は頓挫したが、1947年に『国語辞典』（全4冊）を出版することには成功した。
中華人民共和国成立後、1956年2月に国務院は普通話を普及する指示を発布し、同時に中国科学院（のちに中国社会科学院）語言研究所に対して普通話の規範を示すための中型辞典を作成させた。『現代漢語詞典』という名称もこの指示に由来する。同年、語言研究所に詞典編輯室が作られ、上記の『中国大辞典』編纂処や新華辞書社（『新華字典』の編纂会社）を吸収した。
当初の予定では新しい辞典は1958年に出る予定だったが、現実にはデータの収集に時間がかかり、編集作業がはじまったのが1958年だった。
最初の編集長は呂叔湘で、1960年に「試印本」が作られた。1961年からは編集長が丁声樹にかわり、1965年に「試用本」が完成したが、折あしく文化大革命にぶつかったために事業は頓挫した。1972年になると丁声樹が五七幹部学校から帰り、1965年の試用本を翌年に内部印刷したが、こんどは姚文元によって『現代漢語詞典』の批判キャンペーンがおこなわれ、ふたたびお蔵入りになった。ようやく商務印書館から正式版が出版されたのは文革終了後の1978年だった。
初版の後、1983年には文革色を減らした版が出版された。その後は1996年に「修訂本」、2002年に「増補本」、2005年に「第5版」、2012年に「第6版」、2016年に「第7版」が出版されている。特に変更の大きかったのが第5版で、新語約6000の追加・古い語彙約2000の削除のほか、品詞の記載を加えた。
2002年には英訳をつけた版が外語教学与研究出版社より出版された。

## 批判
『現代漢語詞典』の初版には「虎」について「食べられる」、「熊」について「熊の掌は美味である」という説明があったが、1988年に野生動物保護法が成立したため、1996年版からは除かれている。
アルファベットで始まる単語は附録に収録していたが、第6版では本文末尾にまとめて置いた。ところが2012年8月には100人以上の学者の連名でこれを『中華人民共和国国家通用語言文字法』などに違反すると当局に通報し、大きな議論になった。